# Rondé
Rondé ist eine niederländische Indiepopband aus Utrecht.

## Bandgeschichte
Rondé wurde im Januar 2014 in Utrecht gegründet. Sängerin Rikki Borgelt, Gitarrist Armel Paap, Bassist Cas Oomen, Schlagzeuger Sharon Zarr und Keyboarder Adriaan Persons hatten sich an der Herman Brood Academie kennengelernt.
Im Oktober 2014 erschien die Debüt-Single Run. Mit einem von East & Young angefertigten Remix des Stücks gelang ihnen im Juli 2015 ihr erster Hit in den niederländischen Musikcharts. Im Januar 2017 erschien das selbstbetitelte Debütalbum Rondé auf Universal Music. Es erreichte Platz 18 der niederländischen Albumcharts. Im Jahr 2015 wurde die Band vom Radiosender NPO 3FM als 3FM Serious Talent ausgezeichnet.
Im März 2019 erschien das zweite Album Flourish, das Platz 8 der niederländischen Albumcharts erreichte. Im Jahr 2020 verließ Keyboarder Adriaan Persons die Band, um sich auf eine Karriere als Komponist und Produzent zu fokussieren. 2022 hatte die Band mit den Singles Love Myself und Bright Eyes erneut Chart-Hits in den Niederlanden.

## Diskografie

### Alben
| Jahr | Titel Musiklabel         | Höchstplatzierung, Gesamtwochen, AuszeichnungChartsChartplatzierungen (Jahr, Titel, Musiklabel, Platzierungen, Wochen, Auszeichnungen, Anmerkungen) | Anmerkungen                            |
| Jahr | Titel Musiklabel         | NL | Anmerkungen                            |
| ---- | ------------------------ | --- | -------------------------------------- |
| 2017 | Rondé Universal Music    | NL18 (20 Wo.)NL | Erstveröffentlichung: 13. Januar 2017  |
| 2019 | Flourish Universal Music | NL8 (3 Wo.)NL | Erstveröffentlichung: 8. März 2019     |
| 2024 | TEN Universal Music      | NL5 (2 Wo.)NL | Erstveröffentlichung: 8. November 2024 |

### Singles
| Jahr | Titel Album             | Höchstplatzierung, Gesamtwochen, AuszeichnungChartsChartplatzierungen (Jahr, Titel, Album, Platzierungen, Wochen, Auszeichnungen, Anmerkungen) | Anmerkungen                              |
| Jahr | Titel Album             | NL | Anmerkungen                              |
| ---- | ----------------------- | --- | ---------------------------------------- |
| 2017 | Naturally Rondé         | NL31 (5 Wo.)NL | Erstveröffentlichung: 6. Januar 2017     |
| 2021 | Hard to Say Goodbye TEN | NL5 (30 Wo.)NL | Erstveröffentlichung: 11. August 2021    |
| 2022 | Love Myself TEN         | NL5 Gold · (20 Wo.)NL | Erstveröffentlichung: 1. April 2022      |
| 2022 | Bright Eyes TEN         | NL9 (26 Wo.)NL | Erstveröffentlichung: 23. September 2022 |
| 2023 | Break My Heart TEN      | NL9 Gold · (22 Wo.)NL | Erstveröffentlichung: 8. Juni 2023       |
| 2024 | Undecided TEN           | NL10 Gold · (22 Wo.)NL | Erstveröffentlichung: 25. Januar 2024    |
| 2024 | Love of My Life TEN     | NL15 (16 Wo.)NL | Erstveröffentlichung: 1. November 2024   |

Weitere Singles
- 2014: Run (Self-Release)
- 2015: Run (East & Young Remix) (Self-Release)
- 2015: We Are One (Self-Release)
- 2016: Why Do You Care (Universal Music)
- 2017: Do You Feel (Universal Music)
- 2018: Calling (Universal Music)
- 2020: Get To You (Universal Music)
- 2024: Taking My Love Back (Universal Music)
- 2025: How Do I Feel (Universal Music)